# Tännelkräuter
Die Tännelkräuter (Kickxia), Schweizerdeutsch Schlangenmaul, bilden eine Pflanzengattung innerhalb der Familie der Wegerichgewächse (Plantaginaceae).

## Beschreibung

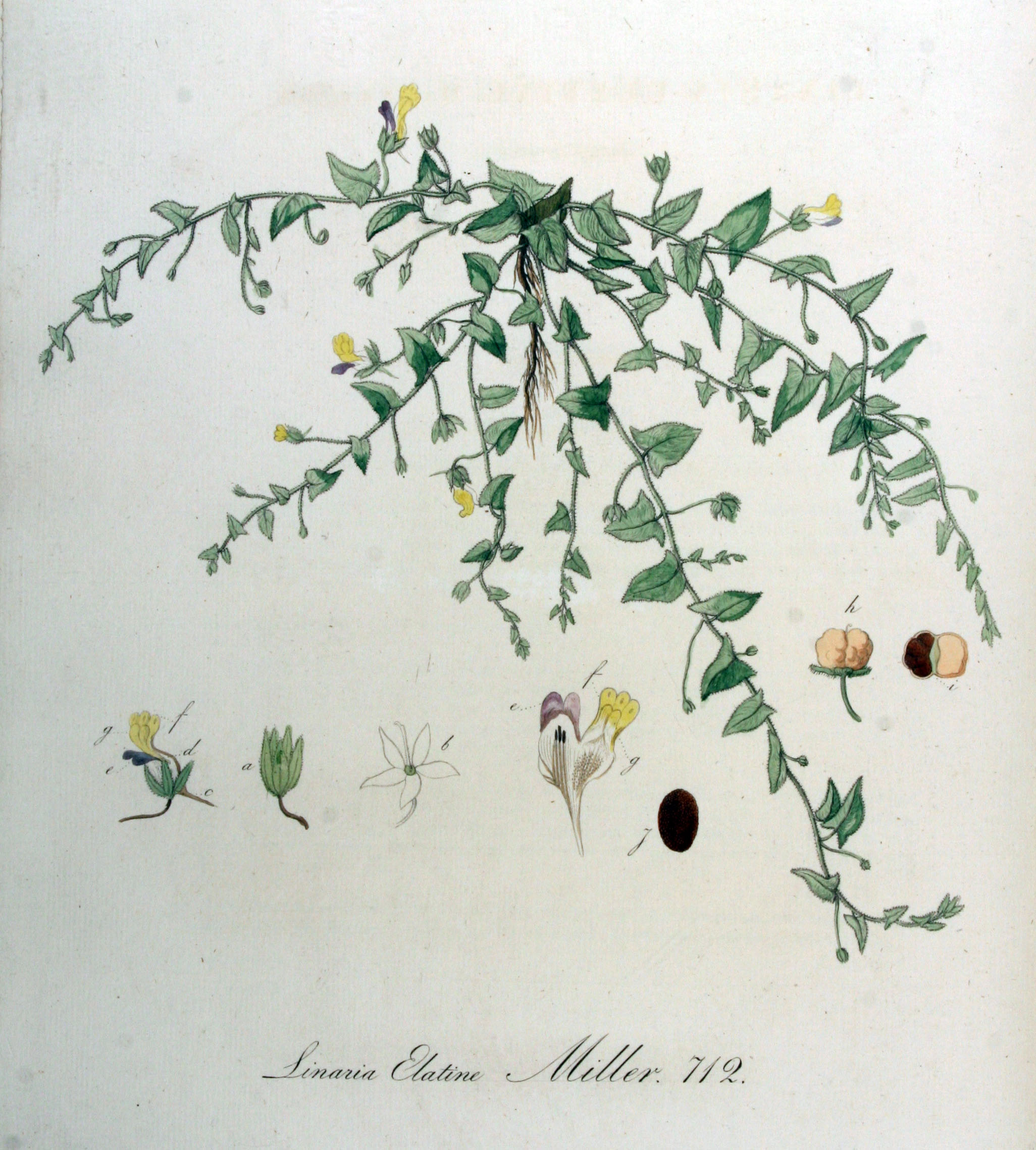
Illustration des Spießblättrigen Tännelkrautes (Kickxia elatine) in Flora Batava, Volume 9

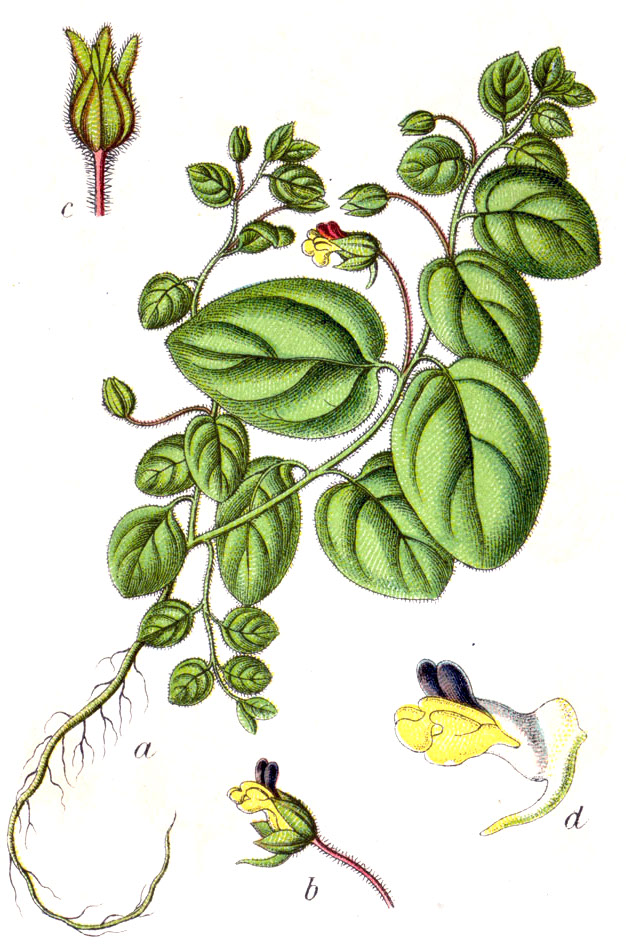
Illustration aus Sturm des Eiblättrigen Tännelkraut (Kickxia spuria)

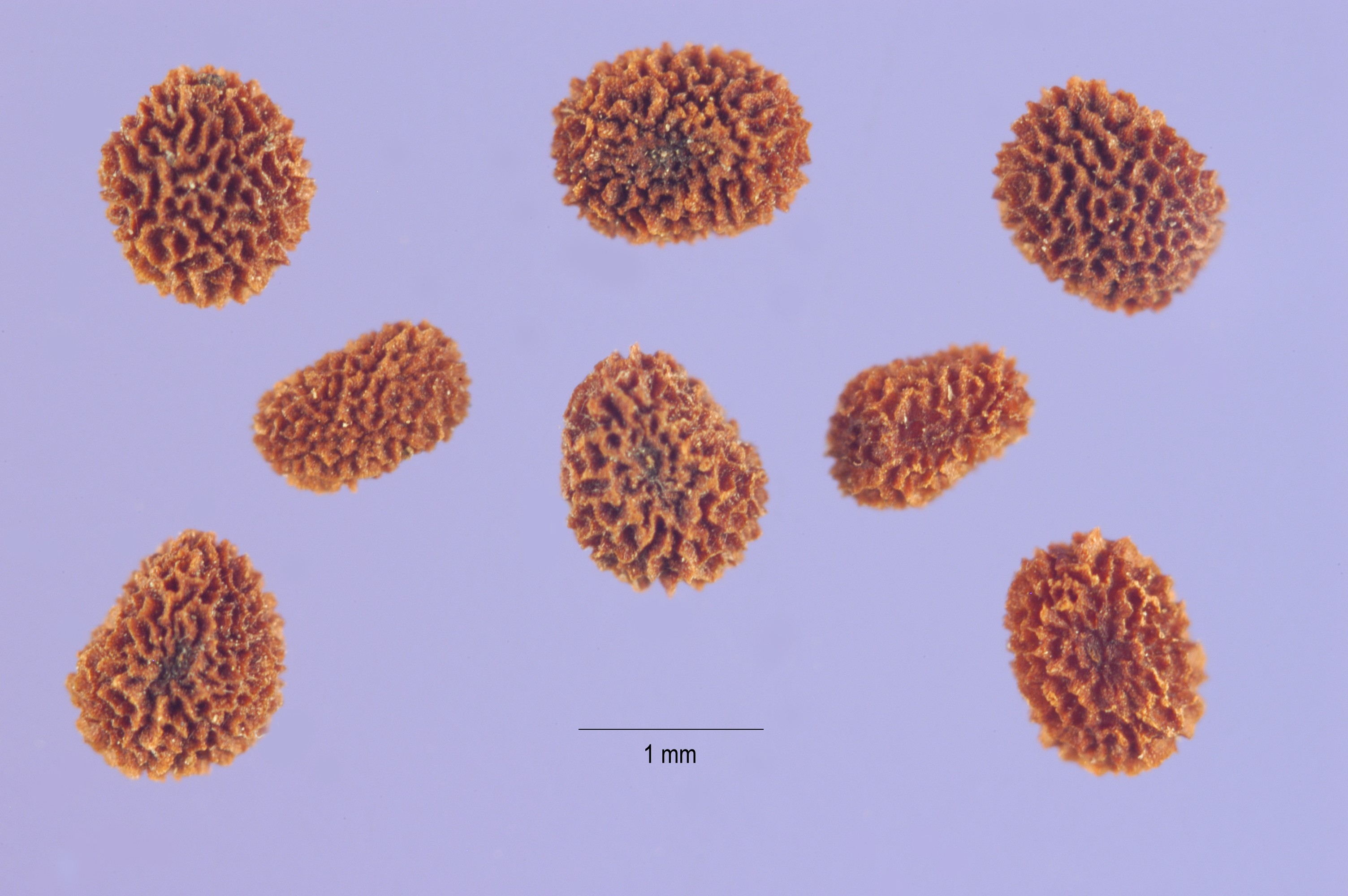
Samen des Spießblättrigen Tännelkrautes (Kickxia elatine)

### Vegetative Merkmale
Die Tännelkraut-Arten sind einjährige bis ausdauernde, krautige Pflanzen. Die kriechenden, niederliegenden oder hängenden Stängel sind beblättert und behaart, teilweise auch drüsig.
Die wechselständig – lediglich die untersten sind manchmal gegenständig – angeordneten Laubblätter sind in Blattstiel und Blattspreite gegliedert. Die behaarten Blattspreiten sind einfach.

### Generative Merkmale
Die lang gestielten Blüten stehen einzeln in Blattachseln.
Die zwittrigen Blüten sind zygomorph mit doppelter Blütenhülle. Der Kelch ist ungleich fünfzipfelig. Die Krone besitzt am Grund einen deutlichen Sporn. Die Unterlippe verschließt mit einer Aufwölbung den Schlund („Maskenblume“). Es gibt vier Staubblätter.
Bei den zweifächerigen Kapselfrüchten öffnet sich jedes Fach mit einem Deckel.

## Systematik und Verbreitung
Die Gattung Kickxia wurde 1827 durch Barthélemy Charles Joseph Dumortier in Florula belgica, opera majoris prodromus, auctore ..., Seite 35 aufgestellt. Der Gattungsname Kickxia ehrt den belgischen Apotheker Jean Kickx senior (1775–1831). Ein Synonym für Kickxia Dumort. ist Elatinoides Wettst.

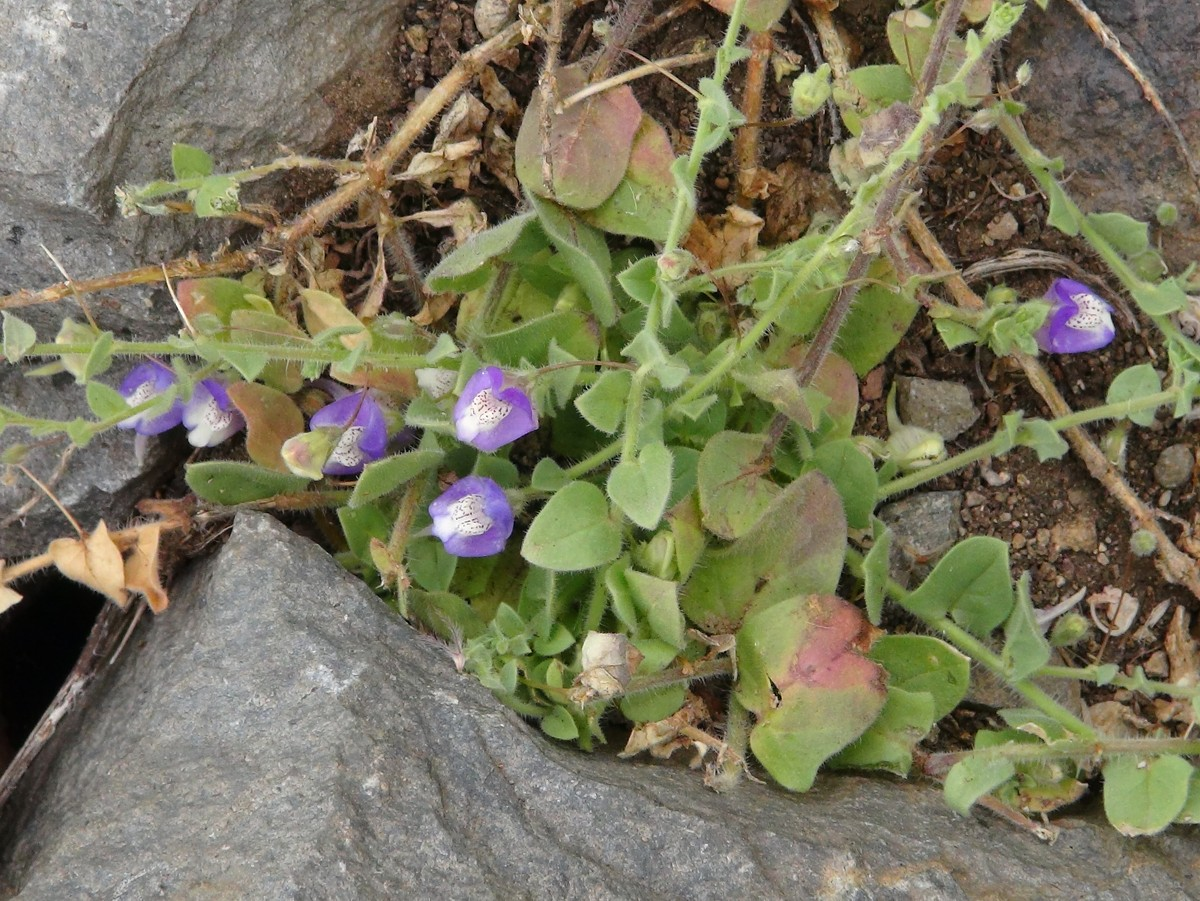
Habitus von Kickxia commutata subsp. graeca

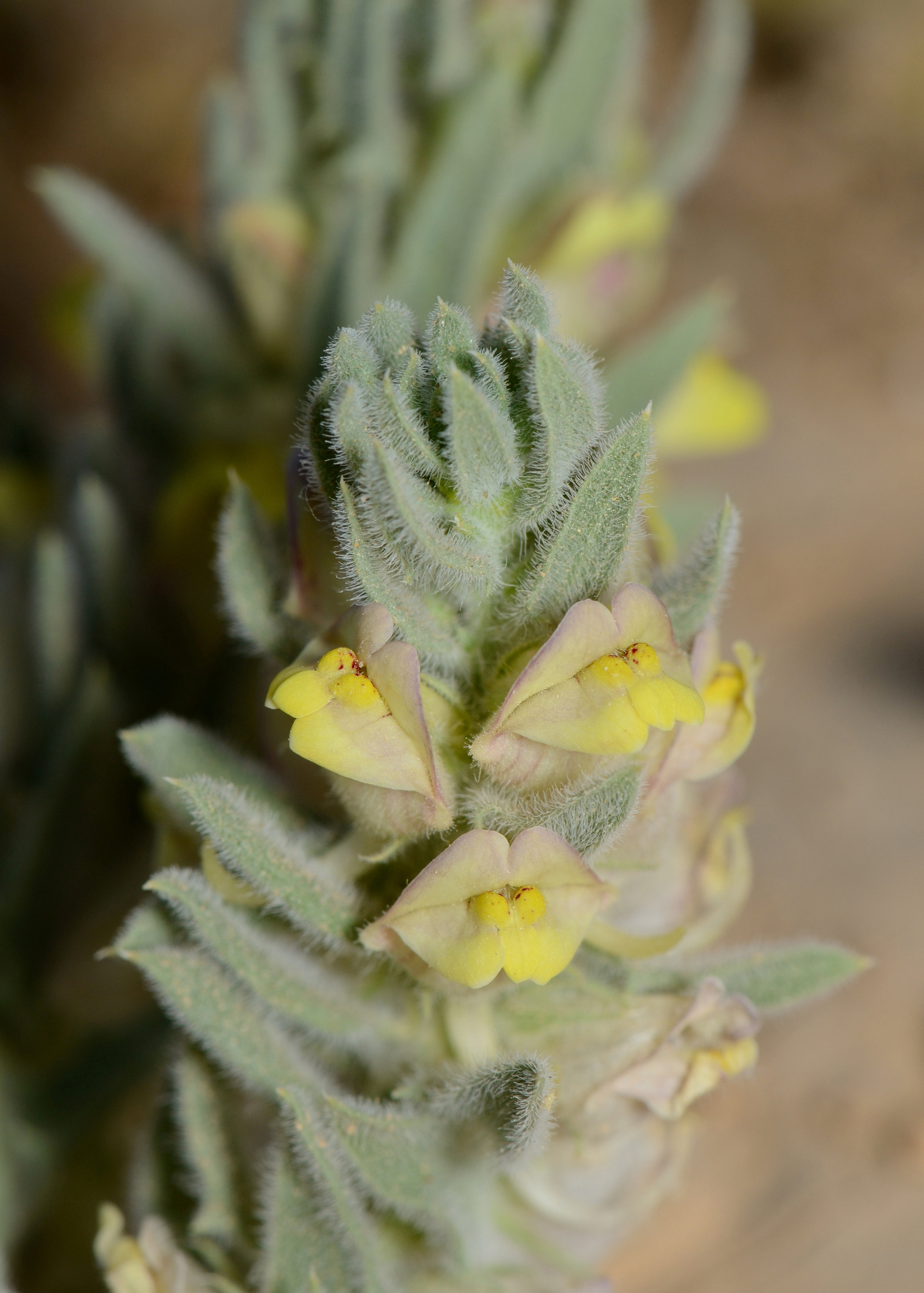
Blütenstand von Kickxia floribunda mit Blüten im Detail

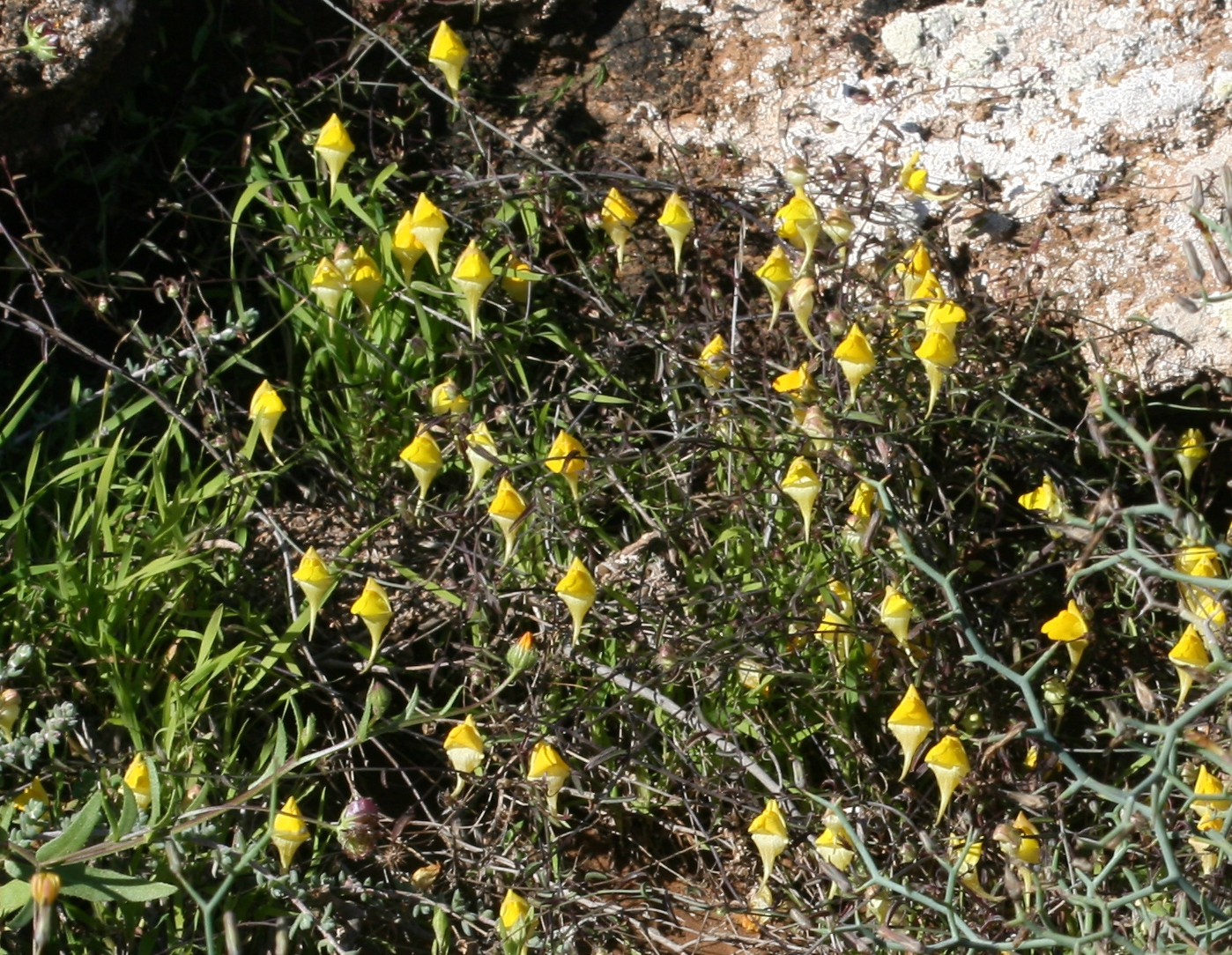
Kickxia sagittata

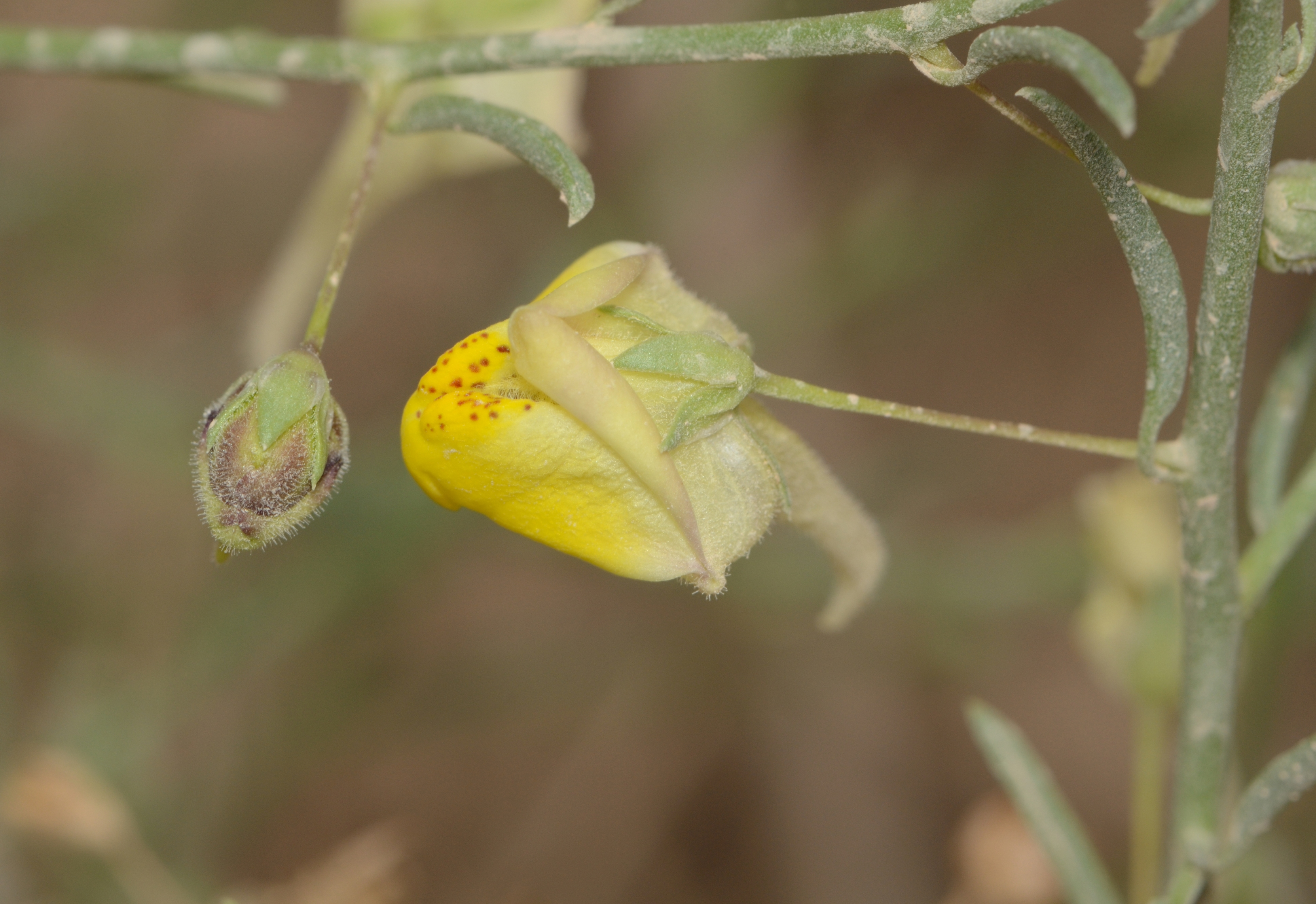
Langgestielte, zygomorphe Blüten von Kickxia spartioides

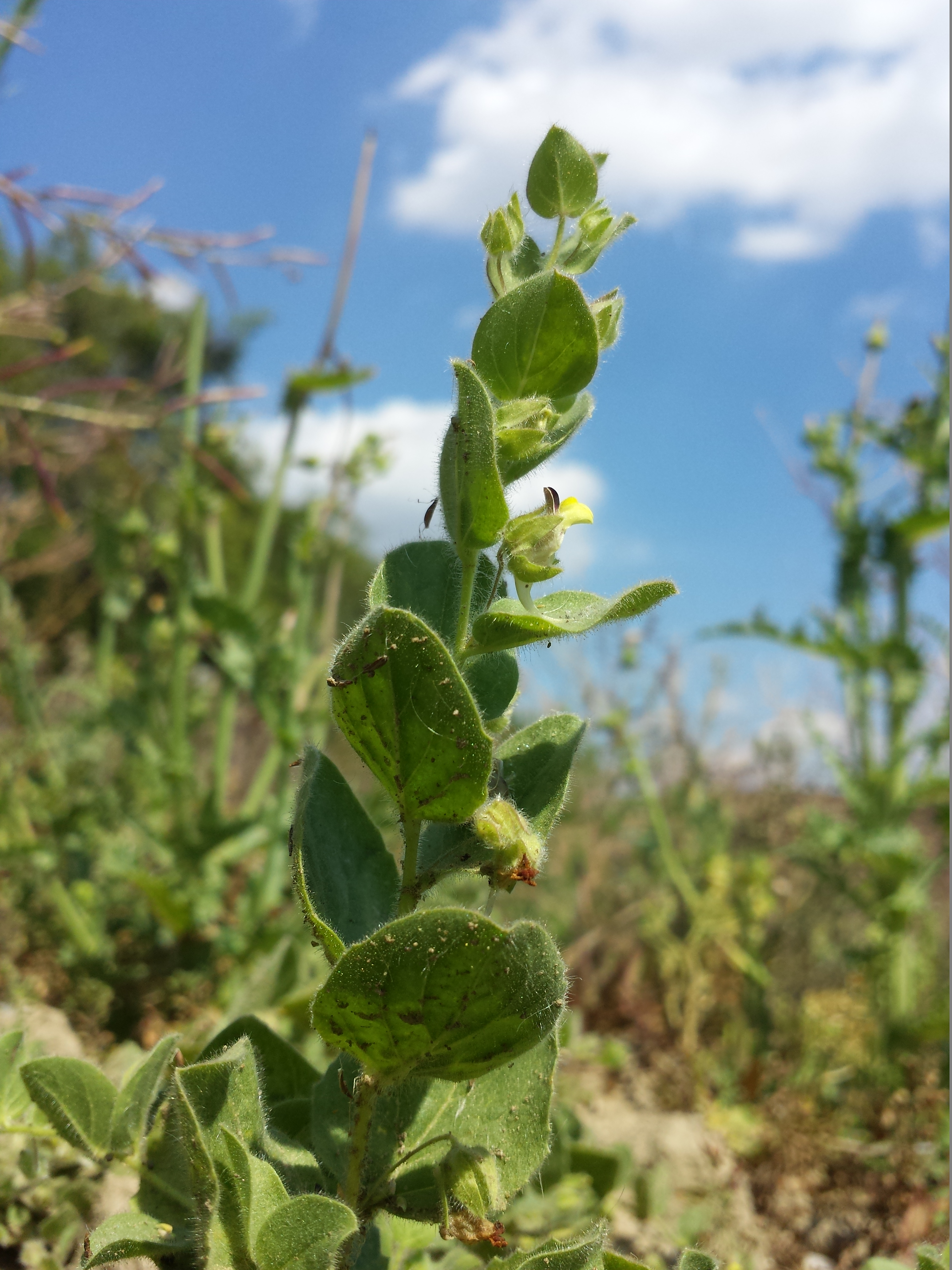
Habitus, Laubblätter und Blüten des Eiblättrigen Tännelkraut (Kickxia spuria)

Diese Arten wurden früher in die Gattungen Leinkräuter (Linaria) oder Löwenmäuler (Antirrhinum) gestellt. Während sie früher zur Familie der Rachenblütler (Scrophulariaceae) gestellt wurden, rechnet man sie aufgrund molekularbiologischer Erkenntnisse zu den Ehrenpreisgewächsen (Veronicaceae), die nach APG der Familie der Wegerichgewächse (Plantaginaceae) zugeordnet werden. Die Gattung Kickxia gehört zur Tribus Antirrhineae.
In Mitteleuropa kommen nur die beiden Arten Spießblättriges Tännelkraut (Kickxia elatine) sowie Eiblättriges Tännelkraut (Kickxia spuria) vor. In Europa kommen etwa fünf Arten vor, dies sind außer den oben genannten noch Kickxia cirrhosa, Kickxia commutata sowie Kickxia lanigera.
Es gibt etwa 25 Kickxia-Arten:
- Kickxia acerbiana (Boiss.) Täckh. & Boulos (Syn.: Nanorrhinum acerbianum (Boiss.) Betsche): Sie kommt in Ägypten, Libyen, Israel, Jordanien, Saudi-Arabien, Jemen und Pakistan vor.[4][5]
- Kickxia aegyptiaca (Dumort.) Nábělek: Sie kommt in Nordafrika, auf der Arabischen Halbinsel und in Vorderasien vor.[5][4]
- Kickxia caucasica (Spreng.) Kuprian.: Sie kommt in der Ukraine vor.[5][4]
- Kickxia cirrhosa (L.) Fritsch: Sie kommt in West- und Südwesteuropa und Nordafrika vor und ist in Jordanien ein Neophyt.[4][5]
- Kickxia collenetteana D.A.Sutton: Sie kommt nur in Saudi-Arabien vor.[5]
- Kickxia commutata (Rchb.) Fritsch: Es gibt zwei Unterarten:[4]
  - Kickxia commutata (Rchb.) Fritsch subsp. commutata: Sie ist von Südeuropa über Südosteuropa und Nordafrika bis zur Türkei verbreitet.[4][5]
  - Kickxia commutata subsp. graeca (Bory & Chaub.) R.Fern.: Sie ist von Südosteuropa bis Vorderasien verbreitet.[4]
- Kickxia corallicola D.A.Sutton: Sie kommt nur in Saudi-Arabien vor.[5]
- Spießblättriges Tännelkraut, auch Echtes Tännelkraut genannt (Kickxia elatine (L.) Dumort.)[4]
- Kickxia elatinoides (Desf.) Rothm.: Sie kommt nur in Algerien vor.[5]
- Kickxia floribunda (Boiss.) Täckh. & Boulos: Sie kommt in Ägypten, auf der Sinaihalbinsel, in Israel und in Jordanien vor.[4]
- Kickxia hartlii (Betsche) D.Heller: Sie kommt nur auf der Sinaihalbinsel vor.[5]
- Kickxia hastata (R.Br. ex Benth.) Dandy (Syn.: Nanorrhinum hastatum (R.Br. ex Benth.) Ghebr.): Sie kommt im nordöstlichen tropischen Afrika und auf der Arabischen Halbinsel vor.[5][4]
- Kickxia heterophylla (Schousb.) Dandy (Syn.:  Nanorrhinum heterophyllum (Schousb.) Ghebr.): Sie kommt auf den Kanarischen Inseln und von West-Sahara bis zur Arabischen Halbinsel vor.[5][4]
- Kickxia iranica Zeraatkar & F.Ghahrem.: Sie kommt im Iran vor.[5]
- Kickxia judaica Danin (Syn.: Nanorrhinum judaicum (Danin) Yousefi & Zarre): Sie kommt im Gebiet von Israel und Jordanien vor.[4]
- Kickxia kneuckeri (Bornm.) Täckh.: Sie wird von manchen Autoren als Synonym zu Kickxia acerbiana gestellt und wurde aus Ägypten erstbeschrieben.[4]
- Kickxia lanigera (Desf.) Hand.-Mazz.: Sie ist in Südeuropa, Nordafrika und Vorderasien verbreitet.[4]
- Kickxia macilenta (Decne.) Danin (Syn.: Nanorrhinum macilentum (Decne.) Betsche, Kickxia nubica (Skan) Dandy): Sie kommt im Tschad, im Sudan, auf der Sinaihalbinsel und im Gebiet von Israel, Jordanien, Syrien und Libanon vor.[4][5]
- Kickxia membranacea D.A.Sutton: Sie kommt in Bhutan vor.[5]
- Kickxia papillosa R.R.Mill: Sie kommt in Bhutan vor.[5]
- Kickxia pendula (G.Kunkel) G.Kunkel: Dieser Endemit kommt nur auf Gran Canaria vor.[4]
- Kickxia petiolata D.A.Sutton: Sie kommt im Jemen vor.[5]
- Kickxia pseudoscoparia V.W.Sm. & D.A.Sutton: Diese seltene Art kommt in voneinander isolierten Gebieten im Sudan, in Saudi-Arabien, auf der Sinai-Halbinsel und im Gebiet von Israel und Jordanien vor.[5]
- Kickxia sabarum V.W.Sm. & D.A.Sutton: Sie kommt im Jemen vor.[5]
- Kickxia saccata D.A.Sutton: Sie kommt im Jemen vor.[5]
- Kickxia sagittata (Poir.) Rothm. (Syn.: Nanorrhinum sagittatum (Poir.) Yousefi & Zarre): Sie kommt in der westlichen und in der zentralen Sahara vor.[4][5]
- Kickxia scalarum D.A.Sutton: Sie kommt im Jemen vor.[5]
- Kickxia scariosepala Täckh. & Boulos (Syn.: Nanorrhinum scariosepalum (Täckh. & Boulos) Yousefi & Zarre): Dieser Endemit kommt nur auf der südlichen Sinaihalbinsel vor.[4][5]
- Kickxia scoparia (Brouss. ex Spreng.) G.Kunkel & Sunding (Syn.: Nanorrhinum scoparium (Brouss. ex Spreng.) Yousefi & Zarre, Kickxia spartioides (Brouss. ex Buch) Janch.): Sie kommt nur auf den Kanarischen Inseln vor.[4][5]
- Kickxia spiniflora (O.Schwartz) D.A.Sutton[5]
- Eiblättriges Tännelkraut, auch Unechtes Tännelkraut genannt (Kickxia spuria (L.) Dumort.)[4]

## Belege
1. ↑  
Kickxia bei Tropicos.org. Missouri Botanical Garden, St. Louis, abgerufen am 4. Dezember 2018.
2. ↑  
Michael L. Charters: California Plant Names: Latin and Greek Meanings and Derivations - A Dictionary of Botanical and Biographical Etymology.
3. ↑  
Lotte Burkhardt: Verzeichnis eponymischer Pflanzennamen. Erweiterte Edition. Botanic Garden and Botanical Museum Berlin, Freie Universität Berlin, Berlin 2018.
4. 1 2 3 4 5 6 7 8 9 10 11 12 13 14 15 16 17 18 19 20 21  
Karol Marhold: Scrophulariaceae., 2011: Datenblatt bei Euro+Med Plantbase - the information resource for Euro-Mediterranean plant diversity.
5. 1 2 3 4 5 6 7 8 9 10 11 12 13 14 15 16 17 18 19 20 21 22 23 24  Datenblatt Kickxia bei POWO = Plants of the World Online von Board of Trustees of the Royal Botanic Gardens, Kew: Kew Science.

## Weiterführende Literatur
- Nafiseh Yousefi, Shahin Zarre, Günther Heubl: Molecular phylogeny of the mainly Mediterranean genera Chaenorhinum, Kickxia and Nanorrhinum (Plantaginaceae, tribe Antirrhineae), with focus on taxa in the Flora Iranica region. In: Nordic Journal of Botany, Volume 34, Issue 4, 2016, S. 455–463. doi:10.1111/njb.01000